# Fenouillet-du-Razès
Fenouillet-du-Razès – miejscowość i gmina we Francji, w regionie Oksytania, w departamencie Aude.
Według danych na rok 1990 gminę zamieszkiwało 87 osób, a gęstość zaludnienia wynosiła 12 osób/km² (wśród 1545 gmin Langwedocji-Roussillon Fenouillet-du-Razès plasuje się na 814. miejscu pod względem liczby ludności, natomiast pod względem powierzchni na miejscu 888.).